# Leucobryum candidum
Leucobryum candidum là một loài Rêu trong họ Dicranaceae. Loài này được (Brid. ex P. Beauv.) Wilson mô tả khoa học đầu tiên năm 1854.